# Guzmania tenuifolia
Guzmania tenuifolia là một loài thực vật có hoa trong họ Bromeliaceae. Loài này được (H.E.Luther) Betancur & N.R.Salinas mô tả khoa học đầu tiên năm 2003.